# On est loin du soleil
On est loin du soleil est un film produit en 1970 par Jacques Leduc, inspiré librement par la vie du Frère André.

## Synopsis
Long métrage de fiction inspiré de la vie du Frère André, grand mystique montréalais. Chacun personnage y incarne un aspect du Frère André et marque le lien intime qui l'unit à la société et qui a rendu possible le phénomène qu’il représente. 

## Fiche technique
- Réalisation : Jacques Leduc
- Scénariste :  Pierre Maheu (idée) et Robert Tremblay (scenario)
- Directeur de la photographie : Alain Dostie
- Production : Office national du film

## Distribution
- Esther Auger : Isabelle
- Reynald Bouchard : Gérard Bessette
- Pierre Curzi : Yvon
- J. Léo Gagnon : Léo
- Claude Jutra : Docteur
- Willie Lamothe :
- Marthe Nadeau : Marthe
- Marcel Sabourin : Robert Bessette